# Azoturo di piombo
L'azoturo di piombo è il sale di piombo dell'acido azotidrico.
A temperatura ambiente si presenta come un solido bianco inodore. È un composto nocivo, che si decompone violentemente sopra i 325 °C o se sottoposto a sforzi meccanici.
L'acetato d'ammonio o il bicromato di sodio vengono utilizzati per distruggere piccole quantità di questo sale.

## Caratteristiche
È solubile in acido acetico, ammoniaca, etanolammina, acido nitrico e solforico. La luce solare lo colora di giallo mentre con l'anidride carbonica reagisce sviluppando acido azotidrico.
Reagisce con rame, zinco, cadmio formando i rispettivi azoturi, ancora più sensibili del sale di piombo, che possono addirittura esplodere spontaneamente; per questo si usa conservare il composto in involucri di alluminio o vetro senza farlo mai entrare in contatto con altri metalli.
Va protetto dall'umidità, poiché subisce facilmente idrolisi.

## Utilizzi
È uno dei composti più utilizzati nei detonatori per esplosivi secondari, infatti ha buone capacità detonanti. Si decompone in azoto e piombo nell'atto dell'esplosione secondo la seguente reazione:
{\displaystyle {\ce {PbN6 -> Pb + 3N2}}}
Era il componente principale dei proiettili Devastator con punta esplosiva, illegali, utilizzati il 30 marzo 1981 da John Hinckley Jr. durante il tentativo di assassinio del Presidente degli Stati Uniti d'America Ronald Reagan.

## Sintesi
L'azoturo di piombo è prodotto da una reazione di scambio tra l'azoturo di sodio ed il nitrato di piombo; il destrosio contribuisce a stabilizzare la reazione.

## Caratteristiche esplosive
L'azoturo di piombo è altamente sensibile e generalmente manipolato e conservato sott'acqua in contenitori di gomma isolati. Esplode dopo una caduta di circa 150 mm o in presenza di una scarica statica di 7 mJ. La sua velocità di detonazione è di circa 5.180 m/s.
L'azoturo di piombo ha deflagrazione immediata alla transizione di detonazione (DDT), questo significa che anche piccole quantità subiscono una detonazione totale (dopo essere state colpite da una fiamma o elettricità statica).
L'azoturo di piombo reagisce con rame, zinco, cadmio o leghe contenenti questi metalli per formare altre azidi. Ad esempio, l'azide di rame è ancora più esplosiva e troppo sensibile per essere utilizzata commercialmente.